# Ficinia capitella
Ficinia capitella là loài thực vật có hoa trong họ Cói. Loài này được (Thunb.) Nees mô tả khoa học đầu tiên năm 1836.